# Mesosetum loliiforme
Mesosetum loliiforme là một loài thực vật có hoa trong họ Hòa thảo. Loài này được (Steud.) Hitchc. mô tả khoa học đầu tiên năm 1911.